# Dendrobium trantuanii
Dendrobium trantuanii är en orkidéart som beskrevs av Holger Perner och X.N.Dang. Dendrobium trantuanii ingår i släktet Dendrobium, och familjen orkidéer.
Artens utbredningsområde är Vietnam. Inga underarter finns listade i Catalogue of Life.